# 市川秀夫
市川 秀夫（いちかわ ひでお、1952年3月18日 - ）は、日本の実業家。昭和電工相談役。元社長、会長。

## 経歴・人物
長野県須坂市出身。長野県須坂高等学校を経て、慶應義塾大学法学部政治学科卒業。1975年昭和電工入社。主に経営企画畑を歩む。
2010年取締役兼常務執行役員を経て、2011年1月代表取締役社長兼社長執行役員兼最高経営責任者に就任。
2017年1月代表取締役社長を退任し代表取締役会長に就任。2020年3月代表取締役会長を退任し取締役・取締役会議長就任。2022年1月取締役会議長退任、3月取締役退任し相談役就任。